# 利伯蒂维尔 (阿拉巴马州)
利伯蒂维尔（英文：Libertyville），是美国阿拉巴马州下属的一座城市。面积约为0.52平方英里（约合1.35平方公里）。根据2010年美国人口普查，该市有人口117人，人口密度为225/平方英里（约合86.67/平方公里）。